# Elecciones generales de Zimbabue de 2013
Las elecciones generales de Zimbabue de 2013 se realizaron el 31 de julio del mismo año, con la elección del Senado, de la Asamblea Nacional y de Presidente de la República. En esta oportunidad, el presidente Robert Mugabe logró una mayoría amplia en primera vuelta que le permitió ganar de manera inmediata, además de dominar nuevamente la Asamblea Nacional.

## Sistema de gobierno
El Presidente de la República es el jefe de Estado y de gobierno, encargado del Poder Ejecutivo, gobierno con un gabinete de ministros nombrados por él. Es elegido por sufragio directo cada 5 años.
El Parlamento es bicameral, con 210 escaños de la Asamblea Nacional, de acuerdo a una modificación a la Constitución realizada en 2005, los que se debían renovar de manera completa en estas elecciones de 2008. Todos los asientos parlamentarios eran escogidos popularmente,
La otra cámara legislativa es el Senado, compuesto de 93 miembros escogidos, 60 de los cuales eran escogidos por las provincias, los demás eran escogidos por un sistema de listas de votantes de barrios por distritos.

## Elección presidencial

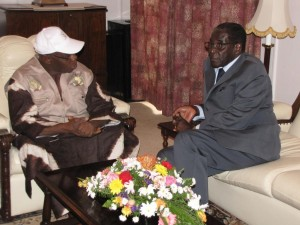
Olusegun Obasanjo, expresidente de Nigeria y líder de la misión diplomática observadora de los comicios en reunión junto al presidente Robert Mugabe.

### Preparación comicios
Tras las controvertidas elecciones de 2008, la medicación internacional logró convocar a oposición y gobierno en una alianza que de gobernabilidad al país. Así fue como en 2009, se formó un gobierno en conjunto de unidad nacional, asignando a Morgan Tsvangirai como primer ministro, el mismo que había logrado la primera mayoría en la primera vuelta electoral del 2008, pero que la ola de violencia desatada por el ZANU-PF  le obligaron a retirar su candidatura dejando a Mugabe ganar con tranquilidad.
En virtud de ese acuerdo de unidad nacional, se debía poner fin a esta coalición con la celebración de nuevas elecciones, en principio para 2011, pero la oposición rechazó esto hasta generar reformas políticas que le permitan a los demás candidatos poder hacer sus campañas en la tranquilidad democrática que se requiere. Estas fueron retrasadas para 2013, tras la promulgación de una nueva Constitución, la que fue celebrada en noviembre de 2012 y Mugabe convocó a elecciones generales en marzo de 2013, a pesar de que la oposición rechazó las fechas por estar distantes, las cosas se realizaron conforme el gobierno dispuso. La oposición argumentaba que antes de volver a llamar a elecciones era preciso una serie de reformas "en las fuerzas policiales, la prensa estatal y en materia de legislación y prácticas electorales, una vez realizadas todas ellas, podemos ir a elecciones cuando quiera" expresó Douglas Mwonzora, vocero del Movimiento por el Cambio Democrático.

### Campaña
Una vez aceptada la fecha por todos se dio inicio a la campaña electoral, a pesar de que Tsvangirai argumentó que no se habían realizado todas las reformas necesarias para transparentar los comicios. 
Por su parte, el candidato oficialista Robert Mugabe, gobernante de Zimbabue desde su independencia, lanzó su campaña con el eslogan "una lucha de vida o muerte", pero a la vez hacía un fuerte llamado para realizar una campaña pacífica. En su discurso, advirtió que podría tomar Zimbabue si la Comunidad del África Meridional (SADC) hacía alguna maniobra para desestabilizar su gobierno.
A pesar de que hubo discusiones iniciales sobre la formación de una gran coalición entre los dos partidos del MDC y otros partidos de la oposición, el 9 de julio se originó la candidatura paralela de Welshman Ncube.

### Acusaciones de irregularidades
En 2011 un tercio de los votantes registrados había muerto o envejecido por sobre los 120 años, en un país donde la esperanza de vida es de 44 años. Estas acusaciones se repitieron en 2013 con la pretensión adicional de que un número de votantes jóvenes considerable no había sido registrada.
La Red de Apoyo Electoral de Zimbabue (ZESN), grupo de unos 7 mil monitores como observadores locales, enumeró una larga lista de delitos, entre ellos el sesgo de los medios de comunicación estatales, una campaña de intimidación en las zonas rurales y el proceso electoral que se precipitó antes las reformas claves de los servicios de seguridad. 
En el día de las elecciones, uno de los comisionados electorales de Zimbabue renunció. En su carta de renuncia, Mkhululi Nyathi informó a la Comisión Electoral de Zimbabue (ZEC) que: "no deseo enumerar las muchas razones de mi renuncia, pero todos ellos tienen que ver con la forma en que las elecciones de Zimbabue se llevaraon a cabo".
El ZEC informó más tarde que aproximadamente 305.000 votantes fueron rechazados de las votaciones, con un adicional de 207.000 electores asistidos en la emisión de su voto. También hubo 100.000 votantes fantasmas en el censo electoral.
El 9 de agosto de 2013, el Movimiento por el Cambio Democrático, trató que los resultados fueran declarados nulos y sin efecto. Pero su petición fue rechazada y Robert Mugabe juró en la presidencia una vez más. A pesar de las evidencias y las reclamaciones de diversos agentes, la Corte Suprema dictaminó que las elecciones habían sido libres, justas y creíbles.

### Resultados electorales
|  | 61,09 % |

|  | 33,94 % |

|  | 2,68 % |

|  | 0,74 % |

|  | 0,29 % |

|  | 98.00 % |

|  | 2,00 % |

|  | 100,00 % |

|  | 59,24 % |

### Reacciones a los comicios
Las elecciones fueron llamadas como la "gran farsa" por Morgan Tsvangirai, quien dijo que el país estaba "de luto" por los resultados que le dieron una nueva victoria al presidente Mugabe, y dijo que el Movimiento por el Cambio Democrático ya no funcionará más en coalición con el ZANU-PF en un gobierno de unidad nacional. Se comprometió a combatir los resultados en los tribunales y diplomáticamente.
Internacionalmente, estos comicios tuvieron diferentes visiones. La Unión Africana expresó que el proceso había sido "libre, honesto y creíble". Sin embargo, algunas naciones africanas no consideraban lo mismo, como el caso del presidente Armando Guebuza de Mozambique, quien exigió que el tema de estas elecciones en Zimbabue fueran tratados en la Cumbre de la Comunidad del África Meridional (SADC), que se realizaría pocos meses después en Malaui.
Namibia, Mauricio, Sudáfrica y Rusia, felicitaron al presidente Mugabe por su nueva reelección y declararon que las elecciones habían sido libres y pacíficas. El presidente Hifikepunye Pohamba de Namibia, expresó que "el pueblo de Zimbabue han demostrado una vez más su confianza y la confianza en el ZANU-PF y su liderazgo personal".
Países como Australia, a través de su ministro de Relaciones Exteriores, Bob Carr, criticaron el proceso diciendo "estos comicios parecen haber marginado un gran número de votantes y planteado dudas sobre la credibilidad de los resultados electorales, dadas nuestras dudas acerca de los resultados, Australia exige una reejecución de las elecciones sobre la base de un censo de votantes verificados".
El Reino Unido, por medio de William Hague, Secretario de Relaciones Exteriores realizó un comunicado donde expresó las "serias preocupaciones" sobre la conducta de la elección. Criticó su credibilidad debido a las diversas irregularidades presentadas. Estados Unidos exclamó que estas elecciones "no fueron una expresión creíble de la voluntad del pueblo de Zimbabue".

## Elecciones parlamentarias
Las elecciones legislativas se llevaron a cabo el mismo día de las elecciones presidenciales. En esta oportunidad la violencia política había disminuido por la intención del presidente Mugabe de transparentar los procesos democráticos, pero de todas formas hubo una serie de acusaciones sobre irregularidades.
La Asamblea Nacional tuvo una fuerte presencia de las tres fuerzas más importantes del país, el ZANU-PF, el MDC y el ZAPU, en la totalidad de los distritos electorales llevaron candidaturas. Sin embargo, la colectividad de gobierno y el principal partido de oposición fueron los únicos con representación en la Asamblea Nacional y el Senado, con clara supremacía del partido gobernante.

### Resultados electorales

#### Asamblea
| Partido Político | Elegidos | Mujeres | Total |
| --- | -------- | ------- | ----- |
| Unión Nacional Africana de Zimbabue - Frente Patriótico (ZANU-PF)                                                                                    | 160      | 37      | 197   |
| Movimiento por el Cambio Democrático - Tsvangirai (MDC-T)                                                                                            | 49       | 21      | 70    |
| Movimiento por el Cambio Democrático - Ncube (MDC-AN)                                                                                                | 0        | 2       | 2     |
| Unión Nacional Africana de Zimbabue - Ndonga (ZANU-Ndonga)                                                                                           | 0        | 0       | 0     |
| Unión del Pueblo Africano de Zimbabue (ZAPU) | 0        | 0       | 0     |
| Partido por el Desarrollo de Zimbabue (ZDP) | 0        | 0       | 0     |
| Alianza Khumbula Ekhaya (AKE) | 0        | 0       | 0     |
| Frente de la Libertad de Zimbabue (ZFF) | 0        | 0       | 0     |
| Congreso por la Libertad de Zimbabue (ZFC) | 0        | 0       | 0     |
| Mavambo - Kusile - Dawn (MKD) | 0        | 0       | 0     |
| Unión Democrática Popular (PDU) | 0        | 0       | 0     |
| Movimiento Progresista e Innovador de Zimbabue (PIMZ)                                                                                                | 0        | 0       | 0     |
| Movimiento Unido por la Democracia (UMD) | 0        | 0       | 0     |
| La Voz del Pueblo/Vox Populi (VP) | 0        | 0       | 0     |
| Movimiento Popular de Zimbabue (ZPM) | 0        | 0       | 0     |
| Independientes (IND) | 1        | 0       | 1     |
| Total | 210      | 60      | 270   |
| Fuente: Zimbabue 2013: Elecciones de la Asamblea Nacional - Comisión Electoral de Zimbabue Archivado el 19 de septiembre de 2013 en Wayback Machine. |          |         |       |

#### Senado
| Unión Nacional Africana de Zimbabue - Frente Patriótico (ZANU-PF)                                                                       | 37 |
| Movimiento por el Cambio Democrático - Tsvangirai (MDC-T)                                                                               | 21 |
| Movimiento por el Cambio Democrático - Ncube (MDC-AN)                                                                                   | 2  |
| Unión Nacional Africana de Zimbabue - Ndonga (ZANU-Ndonga)                                                                              | 0  |
| Unión del Pueblo Africano de Zimbabue (ZAPU)                                                                                            | 0  |
| Partido por el Desarrollo de Zimbabue (ZDP)                                                                                             | 0  |
| Alianza Khumbula Ekhaya (AKE) | 0  |
| Frente de la Libertad de Zimbabue (ZFF)                                                                                                 | 0  |
| Congreso por la Libertad de Zimbabue (ZFC)                                                                                              | 0  |
| Mavambo - Kusile - Dawn (MKD) | 0  |
| Unión Democrática Popular (PDU) | 0  |
| Movimiento Progresista e Innovador de Zimbabue (PIMZ)                                                                                   | 0  |
| Movimiento Unido por la Democracia (UMD)                                                                                                | 0  |
| La Voz del Pueblo/Vox Populi (VP) | 0  |
| Movimiento Popular de Zimbabue (ZPM) | 0  |
| Independientes (IND) | 0  |
| Jefes tribales | 18 |
| Personas con discapacidad | 2  |
| Total | 80 |
| Fuente: Zimbabue 2013: Elecciones del Senado - Comisión Electoral de Zimbabue Archivado el 19 de septiembre de 2013 en Wayback Machine. |    |